# Асланов Сергій Костянтинович
Асланов Сергій Костянтинович (18 серпня 1929) — український радянський науковець, доктор фізико-математичних наук, професор, завідувач кафедрою теоретичної механіки Одеського національного університету імені І. І. Мечникова.

## Біографія
Асланов Сергій Костянтинович народився 18 серпня 1929 року в Астрахані, у родині лікаря. У 1947 році закінчив середню школу із золотою медаллю, у 1952 році закінчив з відзнакою механіко-математичний факультет Саратівського університету, за спеціальністю «механік». У 1952–1955 роках навчався в аспірантурі під керівництвом професора С. В. Фальковича, а 11 січня 1956 року захистив кандидантську дисертацію. Навчання в аспірантурі С. К. Асланов суміщав с викладацькою діяльністю як асистент кафедри математичного аналізу (1953–1955). У 1957 році отримав вчене звання доцента.
У січні 1965 року Сергій Костянтинович Асланов переїхав до Одеси, де очолив кафедру теоретичної механіки Одеського університету та продовжив дослідницьку діяльність у галузі теорії горіння та детонації. У квітні 1969 року захистив докторську дисертацію за спеціальністю «теоретична та математична фізика». У 1970 році отримав вчене звання професора; був ініціатором відкриття на базі кафедри теоретичної механіки навчальної спеціальності «механіка» та створення наукової лабораторії з аерогідродинаміки.

## Наукова діяльність
Сергій Костянтинович Асланов створив власну наукову школу у галузі гідродинаміки, газової динаміки, теорії горіння і детонації, а також науковий напрямок з теорії стійкості швидкоплинних процесів. Здійснює постійне науково-дослідницьку співпрацю з Інститутами гідродинаміки і геофізики (відділення геодинаміки вибуху) НАН України.
Є автором понад 400 опублікованих наукових праць, в тому числі навчального посібника. Під його науковим керівництвом захищені 2 докторські та 15 кандидатських дисертацій.
Володіє 4 авторськими свідоцтвами. Усі винаходи впроваджені на підприємствах спеціального (оборонного) характеру
С. К. Асланов є організатором і керівником міського наукового семінару з синергетики (при Південному науковому центрі НАН України). Він також є заступником відповідального редактора періодичної наукової збірки «Фізика аеродісперсних систем», членом редакційної колегії «Вісника Одеського національного університету імені І. І. Мечникова» та рецензентом міжнародного реферативного журналу «Mathematical Reviews».
Член Академії економічної кібернетики України та Одеської академії історії та філософії природничих та технічних наук, член Національних комітетів України та Росії з теоретичної та прикладної механіки, член Державної акредитаційної комісії України (ДАК). Член Європейської асоціації аерозольних досліджень та Міжнародного інституту горіння.
Нагороджений Почесною грамотою Одеської обласної ради.